# 灼熱的桌球娘
《灼熱的桌球娘》是朝野櫓創作的日本漫畫作品。在《JUMP SQ.19》（集英社）2014年1月號至2015年3月號連載後，由於該雜誌的休刊而移轉至《週刊YOUNG JUMP》的網路漫畫發布站《隔壁的YOUNG JUMP》繼續刊行。全12話改編電視動畫於2016年10月至12月播放。

## 故事簡介
女子中學乒乓球界，由於全國大賽九連霸的強校遭無名學校擊敗而波瀾四起。這時，有位轉學生旋風心和加入了市立雀原中學的桌球社。雖然心和極為怕生，但在桌球比賽中陸續擊倒桌球社內高手的她，開始嶄露出屬於自己的才能。

## 登場人物
學校名稱皆以鳥類命名。

### 市立雀原中學
旋風心和（聲：花守由美里）
主角。中學二年級。轉學至雀原中學並加入桌球社。極度怕生，平時總是慌慌張張的，但具備貨真價實的桌球實力，曾在以前的學校拿過縣內四強的佳績。不擅長課業和桌球以外的運動。經常忘東忘西，有點遲鈍。口頭襌是「感到興奮」。有懼高症。興趣是蒐集角色扮演犬「小狗狗」的商品（右手的護腕和練習時穿的上衣也印有小狗狗的圖案）。
擅长寻找对手的弱点，扣殺的威力會隨著擊球次數而增加，屬於會在比賽後半開始追趕的類型。
上矢揚利（聲：田中美海）
心和的同學。髮型為紫色雙馬尾，並佩戴箭頭造型的髮夾。有著「上旋球四天王的一角」、「北方上旋球女王」的別稱，擅長弧圈球戰術，決勝技是在加轉弧圈球後使出反手扣殺。在心和入社前是社團的最強者，曾拿過都內八強。性格好勝，因心和入社後受到後輩社員們的擁簇而自尊心受損，雖然在首次與心和賭上排名第一的比賽中輸掉，但也因此重新回想起打桌球的快樂。此後與持續與心和對戰，打出不相上下的成績。
大宗夢音（聲：今村彩夏）
副社長。三年級。常被稱作「咪咪」。在社團的排名表上也都被寫作「咪咪」（直到與燕女的比賽才揭曉本名，動畫中則是在入學時的回憶畫面）。髮型為稍高於肩的粉紅色短髮。擁有巨乳，性格温柔穩重。
與斬香組成雙打，擅長扣殺攻擊，但礙於胸部之故，若被對手左右調動則將耗費許多體力在救球上，導致難以擊出扣殺而形成弱點。左撇子（但以右手持筷）。
後手斬香（聲：東城日沙子）
社長。三年級。髮型為黑色馬尾，時常瞇著眼睛。擅長下旋球戰術。性格既认真又随便，平时眯着眼睛，衣領總是歪向一邊並露出肩膀，喜欢可爱的东西，經常強行讓社員戴上貓耳等角色扮演裝扮當作懲罰遊戲。
過人之處是能夠同時和兩臺桌球機對練的寬廣守備範圍，與咪咪組成雙打時也能發揮她那鐵壁般的防守。
心和轉學過來當時，因為腳傷而暫停社團活動。
曾在市大賽拿過優勝。在社團內是實力僅次於心和及揚利的強者。
天下花火（聲：高野麻里佳）
心和及揚利的同學。髮色為黃色。外表帶有男孩子的氣質，性格乾脆开朗。有虎牙。稱心和為「彎彎」。北斗的好朋友，在她老家的桌球店打工。
脖子上總是掛著御守。小學時體弱多病。
使用日式直拍，屬於近臺速攻型。在心和加入社團前排名僅次於揚利，是社團內第二（斬香當時因暫停社團活動而不在排名內）。
出雲北斗（聲：桑原由氣）
社員。二年級。水藍色短髮，佩戴紅蘿蔔造型的髮夾。老家經營桌球店，特技是能夠提供符合客人喜好的球拍膠皮。性格獨特，有点孤僻，總是用運動外套的領子遮住口部，會發出「熱熱」的效果音。
此外還能透過觀察膠皮判斷對方的內褲花紋，稱心和為「粉紅內褲」，咪咪則是「繩子內褲學姐」。各式各樣的發球是她的固有特色。
動畫版原創角色
皆是社團內排名較低的一年級社員。
田口蒲公英（聲：大坪由佳）
佐佐木臯月（聲：奧野香耶）
吉川艾（聲：高木美佑）
鈴木堇（聲：加藤敦子）
湯川百合（聲：立花理香）
角田椿（聲：巽悠衣子）
結城柚子（聲：巽悠衣子）
森野紅葉（聲：巽悠衣子）
木之下菊（聲：千本木彩花）

### 區立伯勞山中學
二重丸久留里（聲：井澤詩織）
副社長。三年級。與揚利同樣擔任「上旋球四天王」的一角，擁有「東方上旋球女王」的別稱，擅長能夠扭轉回球軌道的側旋弧圈球。
帶領伯勞山中學前往全國大賽的高手，训练特别严格，但很不擅长和别人来往，散發著讓人不舒服的氣息，決意為石榴帶來勝利。語尾為「惹」。
座敷童石榴（聲：古木望）
社長。三年級。性格開朗但少根筋，是少数可以接受久留里训练的人，因此受到久留里的寵愛與呵護。
從她與揚利打得難分軒輊的描寫看來，應具備相當於揚利的實力。
蠍田幸子（聲：立花理香）
二年級。自稱「下任社長」，容易得寸進尺，是伯勞山的氣氛營造者。
由良木由良（聲：青山吉能）
二年級。經常保持著沁涼的微笑，身體不知為何搖搖晃晃的。
鐘梨真由（聲：竹尾步美）
二年級。平時閉著的左眼可能藏有秘密。與公子組成雙打。
羽無公子（聲：大坪由佳）
二年級。行为如犬一般，總是跟着鐘梨津津有味地吃著食物。與鐘梨組成雙打。
語尾為「はむ」

### 燕女學園
月之輪紅真深（聲：上田麗奈）
二年級。一年級時就讀雀原中學，是揚利的好朋友兼勁敵，實際上是因為被燕女「挖角」而轉學。
擅長腹語術，替小熊髮飾（熊之助）發聲時會使用暴躁的語調。
屬於下旋球型選手，並以加入橫向旋轉來左右調動對手作為戰術（揚利命名此為「小熊防護罩」）。
魁眠莉
一年級。對衣蘿莉不太尊敬。屬於近臺速攻型，但由於怕麻煩又貪睡，如果對方不是高手便不會發揮實力。
色埴衣蘿莉
二年級。由於外型嬌小，被眠莉稱作「蘿莉學姐」。
專精連續對打技術，尤其擅長瞄準正手與反手的中間回球，而被取名「穿鎧劍（Estoc）」。
寶條焰
三年級。與吹雪組成雙打。燕女內最有力的扣殺手。
藤宮吹雪
三年級。與焰組成雙打。專精臺內擊球，擅長過渡性的回球。
神樂坂狐姬
社長。三年級。擁有可藉由話語改變社員們氣場的神秘力量。學園理事長的女兒。隱藏著某種秘密。

### 凰堂學園
在全國大賽中拿下九連霸的強校，但卻在繼續爭取十連霸的過程中，難以置信地僅在大賽的預選聯賽階段便敗給隼學園。中學女子桌球界因此受到極大震撼。
社員聲：

### 隼學園
擊敗凰堂後依然保持其氣焰不斷取勝，最終稱霸全國。
社員聲：

### 其他登場人物
日本一老師（聲：奧野香耶）
帶雀原中學桌球社參加強化合宿的老師。
紫藤
高中一年級。雀原中學的畢業生。經常拋媚眼。
國中時代在桌球社排名第一，畢業後被全國高中綜合體育大賽的常勝軍北女選拔為團體成員。

## 書籍資訊
- 朝野櫓《灼熱的桌球娘》

| 冊數 | 集英社        | 集英社                 | 東立出版社     | 東立出版社             |
| 冊數 | 發售日期      | ISBN                   | 發售日期       | ISBN                   |
| ---- | ------------- | ---------------------- | -------------- | ---------------------- |
| 1    | 2015年3月4日  | ISBN 978-4-08-880204-6 | 2016年10月31日 | ISBN 978-986-462-428-7 |
| 2    | 2015年3月4日  | ISBN 978-4-08-880257-2 | 2017年9月11日  | ISBN 978-986-462-429-4 |
| 3    | 2016年4月4日  | ISBN 978-4-08-880708-9 | 尚未出版       | 尚未出版               |
| 4    | 2016年10月4日 | ISBN 978-4-08-880796-6 | 尚未出版       | 尚未出版               |
| 5    | 2016年12月2日 | ISBN 978-4-08-880832-1 | 尚未出版       | 尚未出版               |
| 6    | 2017年12月4日 | ISBN 978-4-08-881430-8 | 尚未出版       | 尚未出版               |

## 電視動畫
2016年3月宣佈動畫化，並於同年10月至12月在東京電視台、BS JAPAN、AT-X播放。根據作者的評論，動畫中將出現許多原作中甚少描繪的日常場景。

### 製作人員
- 原作：朝野櫓
- 導演：入江泰浩（日语：入江泰浩）
- 副導演：
- 劇本統籌：倉田英之
- 人物設定：杉村絢子
- 美術導演：佐藤勝
- 色彩設計：松山愛子
- 攝影導演：木村俊也
- 攝影：T2 Studio
- 編輯：須藤瞳
- 音響導演：鄉文裕貴（日语：郷文裕貴）
- 音響製作：STUDIO MAUSU（日语：STUDIO MAUSU）
- 音樂：MONACA（日语：MONACA）
- 音樂製作：DIVE II entertainment（日语：エイベックス・ピクチャーズ）
- 動畫製作：Kinema Citrus
- 製作：灼熱的桌球娘製作委員會

### 主題曲
片頭曲
作詞：只野菜摘，作曲、編曲：田中秀和，主唱：雀原中學桌球社（花守由美里、田中美海、今村彩夏、東城日沙子、高野麻里佳、桑原由氣）
第5話作片尾曲用。
片尾曲
作詞：只野菜摘，作曲、編曲：廣川惠一，主唱：Wake Up, Girls!
第5話作片頭曲用。
插曲「V字上昇Victory」（第12話）
作詞：只野菜摘，作曲、編曲：田中秀和，主唱：雀原中學桌球社

### 各話列表
| 話數     | 日文標題 | 中文標題               | 劇本     | 分鏡     | 演出     | 作畫監督                                                                                                  |
| -------- | -------- | ---------------------- | -------- | -------- | -------- | --- |
| 第一球   |          | …令人感到興奮！        | 倉田英之 | 入江泰浩 | 阿保孝雄 | 、佐佐木貴弘、佐藤友子 藤優子、杉村絢子                                                                   |
| 第二球   |          | 無法退讓之處           | 倉田英之 | 入江泰浩 | 森賢     | 池津壽惠、二宮奈那子、松尾亞希子 、森賢、多田靖子                                                         |
| 第三球   |          | 喜歡！！               | 倉田英之 | 入江泰浩 | 孫承希   | 樋口香里、佐藤友子                                                                                        |
| 第四球   |          | 無聊的桌球             | 倉田英之 |          | 阿保孝雄 | 澤田讓治、藤優子 、杉村絢子                                                                               |
| 第五球   |          | 想與妳一起感受興奮       | 倉田英之 | 博史池畠 | 博史池畠 | 池津壽惠、 南野七瀨                                                                                       |
| 第六球   |          | 朋友                   | 倉田英之 |          |          | 樋口香里、佐藤友子、川妻智美 、錦見樂、二宮奈那子 、多田靖子、齊田博之                                    |
| 第七球   |          | 全國校的實力           | 小柳啟伍 | 入江泰浩 | 森賢     | 藤優子、、 多田靖子、諏訪真弘、杉村絢子、森賢                                                             |
| 第八球   |          | 雙打                   | 倉田英之 | 入江泰浩 | 工藤利春 | 樋口香里、佐藤友子、池津壽惠、 諏訪真弘、杉村絢子、齊田博之                                               |
| 第九球   |          | 無法傳達給我           | 小柳啟伍 | 入江泰浩 | 博史池畠 | 藤優子、南野七瀨、佐藤友子 、多田靖子、石川健朝 松尾亞紀子、工藤利春、杉村絢子、齊田博之                  |
| 第十球   |          | 我的桌球               | 小柳啟伍 | 入江泰浩 | 阿保孝雄 | 樋口香里、佐藤友子、池津壽惠、 、多田靖子、森賢 齊田博之、工藤利春、、沼田廣                              |
| 第十一球 |          | 合宿                   | 倉田英之 |          |          | 藤優子、、多田靖子 森賢、畠山佳苗、、齊田博之                                                             |
| 第十二球 |          | 兩人在一起便能暢行無阻 | 倉田英之 | 入江泰浩 | 入江泰浩 | 佐藤友子、樋口香里、池津壽惠、 石川健朗、藤優子、南野七瀨 、多田靖子、森賢 杉村絢子、齊田博之、諏訪真弘、 |

### 播放電視台
日本深夜動畫：下文記載的日本国内播放時間使用日本標準時間（UTC+9）表示。因為部分時間标识會採用30小时制，因此請留意这类超过24:00的时间，其實際播放時間為翌日清晨。
| 播放日期                | 播放時間（UTC+9）               | 播放電視台 | 對象地域   | 備註                           |
| ----------------------- | ------------------------------- | ---------- | ---------- | ------------------------------ |
| 2016年10月4日－12月20日 | 星期二 1:35－2:05（星期一深夜） | 東京電視台 | 關東京域圈 | 製作委員會參加                 |
| 2016年10月4日－12月20日 | 星期二 23:00－23:30             | AT-X       | 日本全域   | CS放送／有重播／製作委員會參加 |
| 2016年10月9日－         | 星期日 0:00－0:30（星期六深夜） | BS JAPAN   | 日本全域   | BS放送／製作委員會參加         |

### BD／DVD
| 卷 | 發售日         | 收錄話數       | 規格產品編號 | 規格產品編號 |
| 卷 | 發售日         | 收錄話數       | BD限定版     | DVD限定版    |
| -- | -------------- | -------------- | ------------ | ------------ |
| 1  | 2016年12月23日 | 第1話－第2話   | EYXA-11167/B | EYBA-11155/B |
| 2  | 2017年1月27日  | 第3話－第4話   | EYXA-11168/B | EYBA-11156/B |
| 3  | 2017年2月24日  | 第5話－第6話   | EYXA-11169/B | EYBA-11157/B |
| 4  | 2017年3月24日  | 第7話－第8話   | EYXA-11170/B | EYBA-11158/B |
| 5  | 2017年4月28日  | 第9話－第10話  | EYXA-11171/B | EYBA-11159/B |
| 6  | 2017年5月26日  | 第11話－第12話 | EYXA-11172/B | EYBA-11160/B |

### 出版社
集英社
1. ↑  . 集英社.   [2016-10-04]. （原始内容存档于2018-08-19） （日语）.
2. ↑  . 集英社.   [2016-10-04] （日语）.
3. ↑  . 集英社.   [2016-10-04]. （原始内容存档于2017-09-10） （日语）.
4. ↑  . 集英社.   [2016-10-04]. （原始内容存档于2018-08-19） （日语）.
5. ↑  . 集英社.   [2016-11-01]. （原始内容存档于2018-08-19） （日语）.
6. ↑  . 集英社.   [2017-12-04]. （原始内容存档于2018-08-19） （日语）.

東立出版社
1. ↑  . 東立出版社.   [2016-11-01]. （原始内容存档于2017-03-05） （中文（臺灣））.
2. ↑  . 東立出版社.   [2017-09-11]. （原始内容存档于2017-09-10） （中文（臺灣））.

## 外部連結
- 《灼熱的桌球娘》於《隔壁的YOUNG JUMP》上的介紹頁 （页面存档备份，存于）（日語）
- 《灼熱的桌球娘》於《JUMP SQ》上的介紹頁 （页面存档备份，存于）（日語）
- 電視動畫《灼熱的桌球娘》官方網站 （页面存档备份，存于）（日語）
- 《灼熱的桌球娘》於東京電視台上的介紹頁 （页面存档备份，存于）（日語）
- 電視動畫《灼熱的桌球娘》官方的X（前Twitter）（日語）